# Grandpré, Ardennes

Grandpré este o comună în departamentul Ardennes din nordul Franței. În 1 ianuarie 2018 avea o populație de 400 de locuitori.